# Тајна треће планете
Тајна треће планете је совјетски анимирани филм, у продукцији Сојузмуљтфилма. Филм је рађен по књизи Кира Буличова - Алисине пустоловине.
Филм је на српски језик 2008. године синхронизовала Хепи ТВ и приказан је у Србији, Црној Гори и Босни и Херцеговини.

## Прича
Експедиција са Земље у саставу капетана Зеленог, професора Селезњова и његове ћерке Алисе креће у потрагу за новим животињама за московски зоолошки врт у броду у имену "Пегаз". Археолог Громозека им саветује да посете планету Капетана, јер су чувени капетани-пустолови Ким и Буран за време својих експедиција тамо сретали много јединствених животиња. Јунаци траже помоћ од доктора Верховцева, директора музеја два капетана. Међутим, доктор се понаша чудно: не показује им дневнике капетана и почиње да их прати.
На планети Блук јунаци купују важну ствар: Брбљивка - птицу која је припадала несталом капетану Киму. Чудни дебељуца - Весељчак покушава да украде птицу. Послушавши Брбљивка, посада "Пегаза" креће ка систему "Медуза". Успут јунаци спашавају роботе за планете "Хрнтија" од дијамантске прашине.
На трећој планети система "Медуза" Алиса налази огледала, способна да запамте и одразе све што се око њих дешава. Уз помоћ њих јунаци примећују да су на планети били Берховцев и Весељчак. Услед покушаја Пегаза да прелети на безбедно место, он упада у замку. Селезњов и Зелени постају таоци гусара, али Алиса успева да побегне.
У том тренутку на планету слеће капетан Буран, а са њим - прави Верховцев. Алиса их моли за помоћ. За то време Весељчак, претећи убиством талаца, траже од капетана Кима, који се закључао у свом броду, формулу апсолутног горива. Упад Бурана спашава пустолове. Двојник Верховцева - гусар Глот је разоткривен. Весељчак у покушају бекства пада у канџе птице грабљивице по имену Крок. Капетани и истраживачи се безбедно враћају кући.

## Улоге
Улоге у српској синхронизацији су непознате. Нема DVD издања.
| Име глумца            | Улога                                                   |
| --------------------- | ------------------------------------------------------- |
| Олга Громова          | Алиса Селезњова                                         |
| Всеволод Ларионов     | Провесор Селезњов                                       |
| Василије Ливанов      | Громозека                                               |
| Григорије Шпигељ      | Весељчак                                                |
| Јуриј Волинцев        | Капетан Зелени                                          |
| Рина Зељонаја         | Кољина бака                                             |
| Петар Вишњаков        | Доктор Верховцев, Глот                                  |
| Јуриј Андрејев        | Басов                                                   |
| Владимир Дружников    | Капетан Ким                                             |
| Николај Грабе         | Капетан Буран                                           |
| Владимир Кенигсон     | Робот са планете Хрнтија, робот конобар, птица Брбљивко |
| Катарина Краснобајева | Пуж продавачица                                         |
| Роман Качанов         | Шишмиш напољу                                           |
| Игор Јасулович        | Шишмиш                                                  |